# José Luis Irizar Artiach
José Luis Irizar Artiach (Bilbao, Vizcaya, 31 de marzo de 1931 - Madrid, 25 de octubre de 2013)  fue  un sacerdote español. Canónigo de la Catedral de la Almudena y presidente de las Obras Misionales Pontificias.

## Biografía
Cursó bachillerato en el colegio La Salle de Bilbao, e inició a su término estudios de filosofía en el seminario de Vitoria así como posteriormente estudios de teología en Madrid, los cuales completó en la prestigiosa Universidad Pontificia Comillas.
Tras su ordenación sacerdotal en 1954, se doctoró en Roma en el «Angelicum», en esta ciudad obtuvo también la licenciatura de pedagogía, y posteriormente fue en la Universidad de Deusto en Bilbao donde obtuvo la licenciatura de Sociología.
Su primer encargo pastoral le llevó a los Saltos de Zadorra (Álava) donde atendió a los inmigrantes que allí trabajaban. En 1960 se trasladó a Zaragoza, donde fue nombrado secretario personal de Casimiro Morcillo, y desarrolló su ministerio sacerdotal en la parroquia de Nuestra Señora de Lourdes, siendo simultáneamente canónigo en la Catedral de la capital aragonesa. Tras un periodo en el que se marchó de misionero a Oruro (Bolivia), donde ejerció el cargo de vicario general  de la diócesis, regresó a Zaragoza, ocupando el cargo de vicario general.

### Conferencia Episcopal Española y Obras Misionales Pontificias
En 1975 se incorporó a la Conferencia Episcopal Española. Allí desempeñó diversos cargos: la dirección del secretariado nacional para el Año Santo de la Reconciliación (1975); el secretariado para la instauración del diaconado permanente (1976); el secretariado del Año Santo de la Redención (1983); la dirección del secretariado nacional para el V Centenario del Descubrimiento y Evangelización de América; la dirección del secretariado de la Comisión Episcopal de Misiones (1987); la dirección nacional de  las Obras Misionales Pontificias en España (1995-2001). Incardinado a la Archidiócesis de Madrid, fue Canónigo de la Santa Iglesia Catedral de Santa María la Real de la Almudena.

## Obras
Escribió más de veinte títulos de temática religiosa. Entre ellos, destacan:
- Era apostólica y martirial
- Cristo, iglesia y misión
- Ejercicios espirituales para misioneros
- Mártires, testigos que comprometen
- Dios padre, iglesia y misión
- Misioneros santos

| Predecesor: José Capmany | Obras Misionales Pontificias 1995-2001 | Sucesor: Francisco Pérez González |